# Regina Hall
Regina Lee Hall (Washington, 12 dicembre 1970) è un'attrice statunitense, diventata famosa per il ruolo di Brenda Meeks, migliore amica della protagonista nella saga di Scary Movie.

## Biografia
Regina Hall nasce a Washington da un padre imprenditore di origini afroamericane ed una madre professoressa figlia di nativi americani. Sebbene avesse partecipato nel 1992 alla serie drammatica Quando si ama prodotta dalla ABC, lasciò il mondo della recitazione per concentrarsi sul diventare una giornalista di successo. Si laureò nel 1997 in giornalismo alla New York University, ma, non trovando impiego, iniziò a partecipare a numerose pubblicità americane e fece anche un cameo nella serie poliziesca New York Undercover. Iniziò in tal modo a riaccendersi la fiamma per la recitazione e nel 1999 partecipò al suo primo film, The Best Man diretto da Malcolm D. Lee.
La sua grande occasione arrivò nel 2000 quando partecipò alla saga demenziale più celebre della storia del cinema: quella di Scary Movie nel ruolo della co-protagonista Brenda. Iniziò così ad avere un certo prestigio nel mondo cinematografico e televisivo e nel 2001 e 2002 partecipò alla serie tv di successo Ally McBeal per cui fu anche nominata come miglior attrice non protagonista in una serie tv comica agli NME Images Awards del 2003. Tra i suoi successi vi sono in ordine di tempo Malibu's Most Wanted (2003), The Honeymooners (2005), King's Ransom (2005) e Superhero - Il più dotato fra i supereroi (2008). Il viaggio delle ragazze (2017)

## Filmografia

### Cinema
- The Best Man, regia di Malcolm D. Lee (1999)
- Love & Basketball, regia di Gina Prince-Bythewood (2000)
- Scary Movie, regia di Keenen Ivory Wayans (2000)
- Scary Movie 2, regia di Keenen Ivory Wayans (2001)
- The Other Brother, regia di Mandel Holland (2002)
- Paid in Full, regia di Charles Stone III (2002)
- Malibu's Most Wanted - Rapimento a Malibu (Malibu's Most Wanted), regia di John Whitesell (2003)
- Scary Movie 3 - Una risata vi seppellirà (Scary Movie 3), regia di David Zucker (2003)
- King's Ransom, regia di Jeffrey W. Byrd (2005)
- The Honeymooners, regia di John Schultz (2005)
- Six Months Later, regia di David Frigerio - cortometraggio (2005)
- Scary Movie 4, regia di David Zucker (2006)
- Danika, regia di Ariel Vromen (2006)
- The Elder Son, regia di Marius Balchunas (2006)
- First Sunday - Non c'è più religione (First Sunday), regia di David E. Talbert (2008)
- Superhero - Il più dotato fra i supereroi (Superhero Movie), regia di Craig Mazin (2008)
- Giustizia privata (Law Abiding Citizen), regia di F. Gary Gray (2009)
- Il funerale è servito (Death at a Funeral), regia di Neil LaBute (2010)
- Mardi Gras - Fuga dal college (Mardi Gras: Spring Break), regia di Phil Dornfeld (2011)
- Think Like a Man, regia di Tim Story (2012)
- The Best Man Holiday, regia di Malcolm D. Lee (2013)
- About Last Night, regia di Steve Pink (2014)
- La guerra dei sessi - Think Like a Man Too (Think Like a Man Too), regia di Tim Story (2014)
- People Places Things - Come ridisegno la mia vita (People Places Things), regia di James C. Strouse (2015)
- Come ti rovino le vacanze (Vacation), regia di John Francis Daley e Jonathan M. Goldstein (2015)
- Quando l'amore si spezza (When the Bough Breaks), regia di Jon Cassar (2016)
- La bottega del barbiere 3 (Barbershop: The Next Cut), regia di Malcolm D. Lee (2016)
- Ricomincio da nudo (Naked), regia di Michael Tiddes (2017)
- Il viaggio delle ragazze (Girls Trip), regia di Malcolm D. Lee (2017)
- Support the Girls , regia di Andrew Bujalski (2018)
- Il coraggio della verità - The Hate U Give (The Hate U Give), regia di George Tillman Jr. (2018)
- La piccola boss (Little), regia di Tina Gordon Chism (2019)
- Shaft, regia di Tim Story (2019)
- Breaking News a Yuba County (Breaking News in Yuba County), regia di Tate Taylor (2021)
- Master - La specialista, regia di Mariama Diallo (2022)
- Una battaglia dopo l'altra (One Battle After Another), regia di Paul Thomas Anderson (2025)

### Televisione
- Quando si ama (Loving) - soap opera, 1 episodio (1992)
- New York Undercover - serie TV, episodio 3x23 (1997)
- NYPD Blue - serie TV, episodio 7x11 (2000)
- Disappearing Acts, regia di Gina Prince-Bythewood - film TV (2000)
- Ally McBeal - serie TV, 25 episodi (2001-2002)
- Law & Order: Los Angeles - serie TV, 7 episodi (2010-2011)
- Second Generation Wayans - serie TV, 4 episodi (2013)
- Married - serie TV, episodi 1x02-1x08 (2014)
- Kay & Peele - serie TV, episodio 5x02 (2015)
- Con questo anello (With This Ring), regia di Nzingha Stewart - film TV (2015)
- Black Monday - serie TV (2019-in corso)
- Nine Perfect Strangers - serie TV, 8 episodi (2021)

## Doppiatrici italiane
Nelle versioni in italiano delle opere in cui ha recitato, Regina Hall è stata doppiata da:
- Laura Latini in Scary Movie, Scary Movie 2, Scary Movie 3 - Una risata vi seppellirà, Scary Movie 4, Il funerale è servito, The Honeymooners, Superhero - Il più dotato fra i supereroi
- Rossella Acerbo in Think Like a Man, About Last Night, Mardi Gras - Fuga dal college, La guerra dei sessi - Think Like a Man Too, Shaft, Nine Perfect Strangers, Me Time - Un weekend tutto per me
- Paola Majano in Law & Order: Los Angeles, Il viaggio delle ragazze, Breaking News a Yuba County
- Monica Ward in Rapimento a Malibù, Giustizia privata
- Laura Romano in Paid in Full, The Best Man Holiday
- Micaela Incitti in Danika, Ricomincio da nudo
- Paola Della Pasqua in Ally McBeal, Birth Mother - Ossessione fatale
- Sabrina Duranti in Come ti rovino le vacanze
- Ilaria Latini ne Il coraggio della verità - The Hate U Give
- Claudia Catani ne La piccola boss
- Anna Cugini in Black Monday